# Selaginella subspinulosa
Selaginella subspinulosa är en mosslummerväxtart som beskrevs av Antoine Frédéric Spring. Selaginella subspinulosa ingår i släktet mosslumrar, och familjen mosslummerväxter. Inga underarter finns listade i Catalogue of Life.